# Пенкин, Николай Фёдорович
Николай Фёдорович Пе́нкин (1913—2000) — учёный в области автомеханики и телемеханики, лауреат Сталинской премии и премии Совета Министров СССР, заслуженный изобретатель РСФСР, заслуженный работник транспорта РФ.

## Биография
С 1930 года работал на железной дороге стрелочником, составителем, дежурным по станции и поездным диспетчером. После окончания Ленинградского института инженеров сигнализации и связи — на московском метрополитене.
С 1946 года научный сотрудник ВНИИЖТ. После защиты кандидатской диссертации (1948) — заведующий лабораторией диспетчерской централизации.
Под его руководством и при непосредственном участии разработаны и внедрены системы диспетчерской централизации нескольких поколений: ПЧДЦ-56, ЧДД-66, ЧДЦМ, «Пена», «Луч», АСДЦ; рельсовые цепи 25 Гц и др.

## Признание
- Сталинская премия третьей степени (1952) — за разработку и внедрение локомотивной автоматической сигнализации с непрерывным автостопом.
- премия Совета Министров СССР
- заслуженный изобретатель РСФСР (1969)
- заслуженный работник транспорта РФ (24.07.1993)
- орден «Знак Почёта»
- 4 Золотые медали ВДНХ
- Почётный железнодорожник

## Сочинения
- Резонансные рельсовые цепи с использованием стыковых дросселей в качестве трансформаторов : в 2-х томах : диссертация … кандидата технических наук : 05.00.00. — Москва, 1947. — 237 с. разд. паг. : т. 1 (187 c. : ил.) + Прил.: т. 2 (50 с. : ил.).
- Диспетчерская централизация [Текст]. — Москва : Трансжелдориздат, 1963. — 360 с., 3 отд. л. схем. : черт.; 22 см.
- Телемеханические каналы связи диспетчерской централизации [Текст] / Н. Ф. Пенкин. — Москва : Трансжелдориздат, 1959. — 118 с. : ил.; 22 см. — (Труды Всесоюзного научно-исследовательского института железнодорожного транспорта; Вып. 182).
- Рельсовые цепи переменного тока с дроссель-трансформаторами [Текст] / Н. Ф. Пенкин, канд. техн. наук. — Москва : Трансжелдориздат, 1953. — 144 с. : ил.; 22 см. — (Труды Всесоюзного научно-исследовательского института железнодорожного транспорта; Вып. 83).
- Диспетчерская централизация системы «Луч» / Н. Ф. Пенкин, Н. А. Павлов. — Москва : Транспорт, 1982. — 303 с. : схем.; 17 см
- Новые системы диспетчерской централизации [Текст] / Н. Ф. Пенкин, С. Б. Карвацкий. — Москва : Транспорт, 1971. — 216 с. : схем.; 22 см.
- Новые системы и приборы в устройствах СЦБ [Текст] / Н. Ф. Пенкин, И. Е. Дмитренко, А. М. Брылеев. — Москва : Транспорт, 1966. — 122 с., 1 л. схем. : ил.; 22 см.
- Диспетчерская централизация системы «Нева» [Текст] / Н. Ф. Пенкин, С. Б. Карвацкий, Н. Г. Егоренков ; Под общ. ред. канд. техн. наук Н. Ф. Пенкина. — Москва : Транспорт, 1973. — 216 с. : схем.; 22 см.
- Телеуправление стрелками и сигналами : учебник для техникумов железнодорожного транспорта / С. Б. Карвацкий, Н. Ф. Пенкин, Т. В. Малинникова; под редакцией канд. техн. наук Н. Ф. Пенкина. — [2-е изд., перераб. и доп.]. — Москва : Транспорт, 1985. — 223 с. : ил., табл.; 22 см.